# Långflotjärnen (Ströms socken, Jämtland)
Långflotjärnen är en sjö i Strömsunds kommun i Jämtland och ingår i Indalsälvens huvudavrinningsområde. Långflotjärnen ligger i Gråberget-Hotagsfjällen Natura 2000-område.